# Arcane (seriál)
Arcane (celým názvem Arcane: League of Legends) je animovaný televizní seriál pro dospělé z roku 2021. Je zasazen ve fikčním světě videohry League of Legends. Byl oznámen v říjnu 2019, a to během oslav 10. výročí League of Legends. Seriál produkovalo francouzské animační studio Fortiche pod dohledem společnosti Riot Games. Seriál se odehrává před událostmi ze světa League of Legends a slouží jako prequel ke hře; vypráví příběhy o původu některých postav z Piltoveru a Zaunu. Podobně jako hra je seriál určen pro diváky starší šestnácti let.
Arcane obdržel od kritiků všeobecné uznání; chválili jeho animaci, příběh, výstavbu světa, postavy a dabing. Někteří z nich poznamenali, že seriál zaujal jak běžné diváky, kteří nikdy předtím League of Legends nehráli, tak dlouholeté fanoušky hry. Týden po své premiéře se stal nejlépe hodnoceným seriálem v historii Netflixu a v 52 zemích se umístil na prvním místě v žebříčku deseti nejlepších seriálů. Dne 20. listopadu 2021 Riot Games a Netflix po finále první řady oznámily, že je druhá řada seriálu ve výrobě a bude mít premiéru po roce 2022.

## Synopse
V době války rozdílných ideologií, kdy se mimo jiné válčí o arkanskou technologii, jež probíhá mezi pokročilým a utopickým městem Piltover a utlačovaným podzemím Zaun, proti sobě stojí dvě sestry, Vi a Jinx.

## Postavy

### Hlavní postavy
- Hailee Steinfeld jako Violet „Vi“
- Ella Purnell jako Powder / Jinx
  - Mia Sinclair Jenness jako malá Powder
  - Sarah Williams jako Jinx (zpěv, cameo)
- Kevin Alejandro jako Jayce Talis
- Katie Leung jako Caitlyn Kiramman
  - Molly Harris jako malá Caitlyn Kiramman
- Harry Lloyd jako Viktor
- Jason Spisak jako Silco
- Toks Olagundoye jako Mel Medarda
- JB Blanc jako Vander a Bolbok
- Reed Shannon jako Ekko
  - Miles Brown jako malý Ekko

### Vedlejší postavy
- Remy Hii jako Marcus a Mr. Kiramman
- Abigail Marlowe jako Cassandra Kiramman a Eve
- Mick Wingert jako Cecil B. Heimerdinger
- Yuri Lowenthal jako Mylo
- Roger Craig Smith jako Claggor
- Josh Keaton jako Deckard a Salo
- Fred Tatasciore jako Benzo
- Shohreh Aghdashloo jako Grayson
- Brett Tucker jako Singed
- Amirah Vann jako Sevika
- Mara Junot jako Shoola
- Dave B. Mitchell jako Vern, Hoskel a Harold
- Miyavi jako Finn
- Erica Lindbeck jako Elora
- Ellen Thomas jako Ambessa Medarda
- Mira Furlan jako Babette
- Imagine Dragons jako oni sami
- JID jako on sám
- Ray Chen jako on sám

## Seznam dílů

### První řada (2021)
| Č. v seriálu | Č. v řadě | Původní název                           | Český název                           | Premiéra na Netflixu |
| ------------ | --------- | --------------------------------------- | ------------------------------------- | -------------------- |
| 1            | 1         | Welcome to the Playground               | Tak vás tu vítáme                     | 6. listopadu 2021    |
| 2            | 2         | Some Mysteries Are Better Left Unsolved | Některá tajemství je lepší nechat být | 6. listopadu 2021    |
| 3            | 3         | The Base Violence Necessary for Change  | Změnu přinese jenom násilí            | 6. listopadu 2021    |
| 4            | 4         | Happy Progress Day!                     | Krásný Den pokroku!                   | 13. listopadu 2021   |
| 5            | 5         | Everybody Wants to Be My Enemy          | Každý chce být můj nepřítel           | 13. listopadu 2021   |
| 6            | 6         | When These Walls Come Tumbling Down     | Když se tyhle stěny zřítí             | 13. listopadu 2021   |
| 7            | 7         | The Boy Saviour                         | Malý zachránce                        | 20. listopadu 2021   |
| 8            | 8         | Oil and Water                           | Olej a voda                           | 20. listopadu 2021   |
| 9            | 9         | The Monster You Created                 | Stvořili jste monstrum                | 20. listopadu 2021   |

### Druhá řada
| Č. v seriálu | Č. v řadě | Původní název                         | Český název                     | Premiéra na Netflixu |
| ------------ | --------- | ------------------------------------- | ------------------------------- | -------------------- |
| 10           | 1         | Heavy Is the Crown                    | Přetěžká je koruna              | 9. listopadu 2024    |
| 11           | 2         | Watch It All Burn                     | Dívat se, jak to hoří           | 9. listopadu 2024    |
| 12           | 3         | Finally Got the Name Right            | Konečně víš, kdo jsem           | 9. listopadu 2024    |
| 13           | 4         | Paint the Town Blue                   | Přetři město na modro           | 16. listopadu 2024   |
| 14           | 5         | Blisters and Bedrock                  | Puchejře a skála                | 16. listopadu 2024   |
| 15           | 6         | The Message Hidden Within the Pattern | Zpráva ukrytá v předivu reality | 16. listopadu 2024   |
| 16           | 7         | Pretend Like It's the First Time      | Předstírej, že je to poprvé     | 23. listopadu 2024   |
| 17           | 8         | Killing Is a Cycle                    | Zabíjení je cyklus              | 23. listopadu 2024   |
| 18           | 9         | The Dirt Under Your Nails             | Špína za nehty                  | 23. listopadu 2024   |

## Marketing a vydání
Seriál měl mít původně premiéru v roce 2020, ale jeho uvedení bylo kvůli pandemii covidu-19 posunuto na rok 2021. Bylo oznámeno, že bude souběžně vydáván od 6. listopadu 2021 na Netflixu a čínské službě Tencent Video. Bude vydáván po dobu tří týdnů, během kterých budou premiérově zveřejněny tři díly, tvořící dohromady jeden „akt“.
Riot Games propagovalo premiéru seriálu Arcane ve svých hrách prostřednictvím speciálních událostí „RiotX Arcane“, které probíhaly v League of Legends, Legends of Runeterra, Teamfight Tactics, League of Legends: Wild Rift a Valorant. Seriál propagovalo také ve spolupráci s jinými videohrami, jako jsou PUBG Mobile, Fortnite a Among Us.
V den premiéry seriálu Riot Games streamovalo jeho první epizodu na platformě Twitch. Některým tvůrcům dovolilo spolustreamovat první tři epizody seriálu, během čehož mohli diváci získat předměty z her League of Legends, Wild Rift, Teamfight Tactics, Legends of Runeterra a Valorant. Premiéru v jeden moment na Twitchi sledovalo 1,8 milionu diváků.